# رنتسو آربوره
رنتسو آربوره (ایتالیایی: Renzo Arbore؛ ‏ تلفظ ایتالیایی: [ˈrɛntso ˈarbore]؛ زادهٔ ۲۴ ژوئن ۱۹۳۷) یک مجری تلویزیون، شومن، خواننده و موسیقی‌دان اهل ایتالیا است. وی از سال ۱۹۶۴ میلادی تاکنون مشغول فعالیت بوده‌است.
برخی از کمدین‌های ایتالیایی مشهور نظیر ایزابلا روسلینی و روبرتو بنینی، کار حرفه‌ای خود را با برنامهٔ تلویزیونی او به نام «یکشنبهٔ دیگر» (۱۹۷۹–۱۹۷۶) آغاز کردند. از فیلم‌هایی که او در آنها حضور داشته است، می‌توان به برای تابوتی پر از دلار، سرتو بدزد… مرد و برادر کوچک اشاره کرد.
وی همچنین برندهٔ جوایزی همچون نشان شایستگی از جمهوری ایتالیا شده‌است.